# Michael Riley

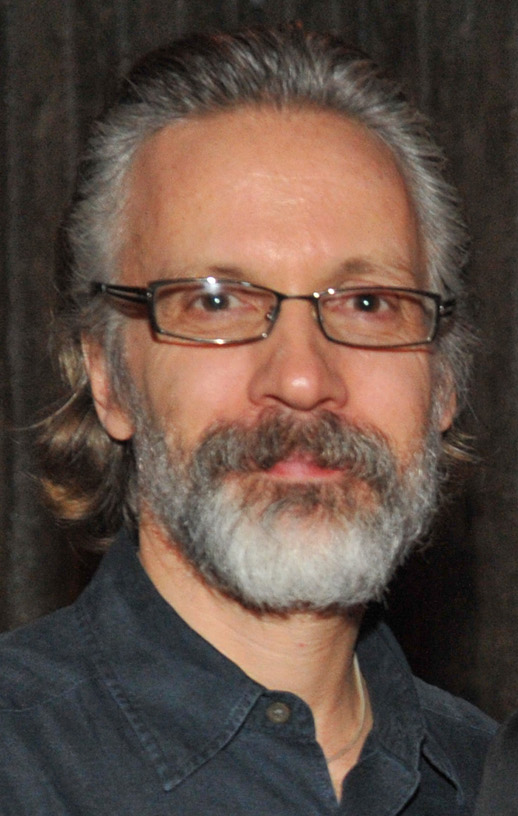
Michael Riley (2011)

Michael Riley (geboren am 4. Februar 1962 in London, Ontario) ist ein kanadischer Schauspieler.

## Leben und Karriere
Michael Riley wurde in London, Ontario geboren und verbrachte dort den größten Teil seiner Kindheit. Als er die Schule Lord Elgin High School  besuchte, begann er sich für eine Schauspielkarriere zu interessieren. Später hat er in der Nationalen Theaterschule in Montreal, Kanada das entsprechende Studium absolviert und beendete dieses 1984. Sein erster Auftritt war im Film No Man’s Land (1987). Schließlich hatte er seinen ersten nennenswerten Auftritt in der Miniserie Chasing Rainbows (1988).
Von 1998 bis 2000 spielte er die Rolle von a Brett Parker in Spiel der Macht. Er hat bisher in schätzungsweise 40 Filmen und Fernsehseries mitgespielt, darunter This is Wonderland (2004–2006), wofür er den Gemini Award bekam, und die für den Emmy nominierte Koproduktion, Supervulkan (2005) von der BBC. Er hat ebenfalls eine Hauptrolle in der Serie von CBC Being Erica – Alles auf Anfang (2009–2011) gespielt. Zusätzlich sprach er in der animierten Serie Ace Lightning (2002–2004) den Titelcharakter. Michael Riley hat insgesamt 5 Auszeichnungen und 12 Nominierungen bekommen.
Neben seinem Engagement als Filmschauspieler war er auch am Theater aktiv. Für seine Rolle im Theaterstück „Nichts ist heilig“ wurde er 1988 für den Dora Mavor Moore Award nominiert.

## Filmografie
- 1987: No Man’s Land – Tatort 911 (No Man’s Land)
- 1989: Das Privatkapital (The Private Capital)
- 1991: Diplomatische Immunität (Diplomatic Immunity)
- 1991: Vollkommen Normal (Perfectly Normal)
- 1992: Jagt den Killer (To Catch a Killer)
- 1993: Weil warum (Because Why)
- 1993: Lifeline zum Sieg (Lifeline to Victory)
- 1993: Senfbad (Mustard Bath)
- 1993: The Making of…Und Gott hat gesprochen (The Making of '…And God Spoke)
- 1994: Flucht in die Freiheit (Race to Freedom: The Underground Railroad)
- 1995: Butterbox Criaturas (Butterbox Babies)
- 1995: French Kiss
- 1995: Strauss: Der König der 3/4 Zeit (Strauss: The King of 3/4 Time)
- 1995: La Posesión de Michael  (The Possession of Michael D.)
- 1996: Hecks Weg nach Hause  (Heck’s Way Home)
- 1996: The Grace of God (The Grace of God)
- 1996: The Prince
- 1996: Stimme aus der Gruft (Voice from the Grave)
- 1997: Amistad
- 1997: Alle 9 Sekunden (Every 9 Seconds)
- 1997: Pale Saints – Verabredung mit dem Schicksal (Pale Saints)
- 1998: Herz der Sonne (Heart of the Sun)
- 1998: Eis – wenn die Welt erfriert (Ice)
- 1999: Dogmatisch (Dogmatic)
- 1999: Win, Again!
- 2001: Mile Zero
- 2002: 100 Tage im Dschungel (100 Days in the Jungle)
- 2002: Der schwarze Schwan (Black Swan)
- 2002: Der Bohrer (Punch)
- 2002: Das Verhör von Michael Crowe (The Interrogation of Michael Crowe)
- 2003: Der Prinz von  Amérika: Die Geschichte von John F. Kennedy Jr. (America’s Prince: The John F. Kennedy Jr. Story)
- 2003: Homeless A Harvard: Die Liz Murray Geschichte (Homeless to Harvard: The Liz Murray Story)
- 2004: Cube Zero
- 2004: Ihr perfekter Ehepartner (Her Perfect Spouse)
- 2004: Ersparnis Emily (Saving Emily)
- 2004: Zucker (Sugar)
- 2005: Supervulkan (Supervolcano)
- 2007: Normal
- 2007: Erster auf dem Mars (2-teilige Miniserie) (Race to Mars (2007 2 part Miniseries))
- 2007: What you´re ready for
- 2008: Der zehnte Kreis (The Tenth Circle)
- 2009: Mr. Nobody
- 2012: Jagd auf den Totengott (Willed to Kill)
- 2021: Like a House on Fire

### Fernsehen
- 1985: The Edison Twins (Winston / Gregory (2 Folgen))
- 1988: Chasing Rainbows (Christopher Blaine (14 Folgen))
- 1993: Die Waffen des Gesetzes (Street Legal – Adam Ruskin (2 Folgen))
- 1995: Ein Mountie in Chicago (Due South – Walter Chispas (1 Folge))
- 1998–2000: Power Play (Brett Parker (26 Folgen))
- 1999–2000: Outer Limits – Die unbekannte Dimension (The Outer Limits – Gerard / Jon Tarkman (2 Folgen))
- 2001: The Way We Live Now (Hamilton K. Fisker (3 Folgen))
- 2003: CSI: Vegas (1 Folge)
- 2004–2006: This is Wonderland (Elliot Sacos (39 Folgen))
- 2008: Murdoch Mysteries (1 Folge)
- 2009: Flashpoint – Das Spezialkommando (Flashpoint – Pat Cosgrove (1 Episode))
- 2009–2011: Being Erica – Alles auf Anfang (Being Erica – Dr. Tom (Hauptrolle) (51 Folgen))
- 2018: Insomnia (Dr. Engels (1 Folge))